# Vítor Rodrigues (ciclista)
Vitor Hugo Rocha Rodrigues  (nascido em 9 de março de 1986 em Fajões na municipalidade de Oliveira de Azeméis em Portugal) é um ciclista português.

## Biografia
Encontra-se sem equipa em 2011.

## Palmarés
- 2002
  -  Campeão de Portugal em estrada cadetes
  -  Campeão de Portugal do contrarrelógio cadetes
- 2004
  -  Campeão de Portugal do contrarrelógio juniores
  - 3.º do Campeonato de Portugal em estrada juniores
- 2005
  - Circuito de Valpaços
  - 2.º do Troféu Joaquim-Agostinho
  - 3.º do Campeonato de Portugal do contrarrelógio esperanças
- 2006
  -  Campeão de Portugal em estrada esperanças
    - 4. ª etapa do Grande Prêmio Abimota
- 2007
  - Grande Prêmio de Portugal  :
    - Classificação geral
      - 3. ª etapa

  - Grande Prêmio Abimota :
    - Classificação geral
      - 1.ª etapa
- 2008
  - Grande Prêmio de Portugal :
    - Classificação geral
      - 1.ª etapa
- 2009
  -     - 1.ª etapa do Grande Prêmio Abimota (contrarrelógio por equipas)

## Classificações mundiais
}
| Ano              | 2005   | 2006  | 2007  | 2008   | 2009 | 2010  |
| UCI America Tour |        |       |       | 254.º. |      |       |
| UCI Europe Tour  | 299.º. | 410.º | 135.º | 255.º  |      | 602.º |